# Красномайське сільське поселення
Краснома́йське сільське поселення (рос. Красномайское сельское поселение) — муніципальне утворення у складі Кочкуровського району Мордовії, Росія. Адміністративний центр — селище Красномайський.

## Населення
Населення — 527 осіб (2019, 563 у 2010, 597 у 2002).

## Склад
До складу поселення входять такі населені пункти:
| Населений пункт        | Населення, осіб (2002) | Населення, осіб (2010) |
| ---------------------- | ---------------------- | ---------------------- |
| Дворянський Умис, село | 7                      | 3                      |
| Красномайський, селище | 537                    | 536                    |
| Малий Умис, присілок   | 12                     | 1                      |
| Новотроїцький, селище  | 23                     | 18                     |
| Тепловка, село         | 18                     | 5                      |